# Эйзенштейн, Сергей Михайлович
Серге́й Миха́йлович Эйзенште́йн (10 [22] января 1898, Рига, Лифляндская губерния, Российская империя — 11 февраля 1948, Москва, РСФСР, СССР) — советский режиссёр театра и кино, художник, сценарист, теоретик искусства, педагог. Профессор ВГИКа, заслуженный деятель искусств РСФСР (1935), доктор искусствоведения (1939), лауреат двух Сталинских премий первой степени (1941, 1946). Автор фундаментальных работ по теории кинематографа.
Благодаря фильму «Броненосец „Потёмкин“» его имя стало синонимом советского кино 1920-х годов. В 1958 году в результате опроса киноведов из 26 стран в рамках Всемирной выставки в Брюсселе «Броненосец „Потёмкин“» был признан «лучшим фильмом всех времён и народов».

## Происхождение
Отец, гражданский инженер Михаил Осипович Эйзенштейн (первоначально Моисей Иосифович Айзенштейн), происходил из еврейской купеческой семьи Васильковского уезда Киевской губернии. Дед по материнской линии, Иван Иванович Конецкий, родился в городе Тихвине. По рассказам, пришёл в Петербург пешком. Там вступил в подряды, женился на купеческой дочери и открыл дело — «Невское баржное пароходство». После смерти Ивана Конецкого дело его приняла жена, Ираида Матвеевна. Конецкого похоронили в Александро-Невской лавре. Ираида жила в квартире на Старо-Невском проспекте с дочерью, Юлией Ивановной, которую выдали замуж за инженера Михаила Осиповича Эйзенштейна. Впоследствии он стал рижским городским архитектором и дослужился до чина действительного статского советника, что давало право на потомственное дворянство для детей. Ираида Конецкая умерла от инсульта на паперти храма, молясь перед надвратной иконой. Михаил Эйзенштейн умер в эмиграции в Берлине и был похоронен на русском кладбище в районе Тегель.

## Биография

### Детство и юность

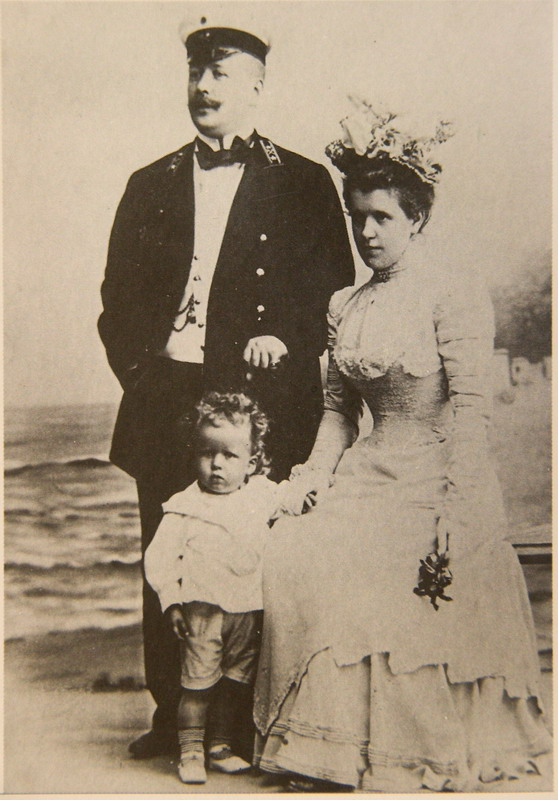
Семейный портрет. 1900

Сергей Эйзенштейн родился в Риге 10 (22) января 1898 года в состоятельной семье городского архитектора Михаила Осиповича Эйзенштейна. Был крещён 2 (14) февраля 1898 года в Кафедральном соборе. Его крёстной матерью стала бабка, купчиха первой гильдии Ираида Конецкая.
Благодаря приданому матери, Юлии Ивановны Эйзенштейн (1875—1946), семья жила в достатке, имела прислугу и принимала у себя крупнейших чиновников города. При этом Сергей Эйзенштейн описывал своё детство как «время печали». Родители любили его, но, будучи заняты собой, не уделяли ему должного внимания. В 1906 году, во время Первой русской революции, семья уехала в Париж. Там Сергей впервые увидел кинофильм. По возвращении домой в 1908 году поступил в рижское реальное училище. Помимо основного образования, он получал уроки игры на рояле и верховой езды. Учил три языка: английский, немецкий и французский; постигал искусство фотографии, увлекался рисованием комиксов и карикатур. На Пасху и Рождество ездил к бабушке в Санкт-Петербург.
Четырёхлетний бракоразводный процесс родителей завершился разводом 26 апреля [9 мая] 1912 года. Мальчик остался с отцом, а мать ещё с 1908 года жила в Петербурге по адресу улица Таврическая, 10 и играла на бирже. Сын навещал её на Пасху и Рождество. В письмах к ней подписывался «Котик» или «Твой Котик». По признанию Эйзенштейна, к матери он относился с «опасливой сыновьей привязанностью». Сергей рос послушным мальчиком и старался ориентироваться на отца: например, не начал курить, потому что отец не курил. Тот в свою очередь готовил сына к будущему архитектора.
В 1915 году Эйзенштейн окончил реальное училище и поступил в Петроградский институт гражданских инженеров.

### Солдат революции
После Февральской революции Эйзенштейн состоял милиционером Нарвской части. Весной 1917 года был призван на военную службу и зачислен в школу прапорщиков инженерных войск. Осенью того же года вместе со своим отрядом стоял под Красным Селом и на Московском шоссе, ожидая наступления на Петроград казаков и «Дикой дивизии». Наступления не произошло.
В январе 1918 года после расформирования школы прапорщиков Эйзенштейн вернулся в Институт гражданских инженеров. 18 марта 1918 года добровольно вступил в Красную армию, был зачислен техником во 2-е военное строительство Петроградского района (впоследствии 18-е военное строительство). 20 сентября выехал с эшелоном 18-го военного строительства на Северо-Восточный фронт. 24 сентября прибыл в Вожегу Вологодской губернии, числился в составе 6-й армии, в 3-м отделе 2-го военного строительства. Принимал участие в спектаклях Клуба коммунистов в Вожеге в качестве режиссёра, художника-декоратора и актёра, разработал эскизы декораций к «Мистерии-буфф» Владимира Маяковского.

Сергей Эйзенштейн (крайний справа) в розенкрейцерской группе. Минск, 1920

За два года Эйзенштейн побывал также в Двинске, Холме, Великих Луках, Полоцке, Смоленске, Минске. Он строил укрепления, а в перерывах между боями ставил самодеятельные спектакли. В Полоцке поступил в распоряжение театральной части Политотдела Западного фронта. В Смоленске занял должность художника-декоратора театральной части Политотдела Западного фронта. В Минске, кроме всего прочего, расписывал агитпоезда. С собой возил много книг, вёл дневники, описывая свои путешествия, размышляя об искусстве и театре в частности. В «Автобиографии» 1939 года Эйзенштейн писал:

Революция дала мне в жизни самое для меня дорогое — это она сделала меня художником. Если бы не революция, я бы никогда не «расколотил» традиции — от отца к сыну в инженеры. Задатки, желания были, но только революционный вихрь дал мне основное — свободу самоопределения.

### Из театра в кино
После демобилизации Эйзенштейн вместе с двумя боевыми товарищами, Павлом Аренским и Леонидом Никитиным, получил направление в Академию генерального штаба для изучения японского языка. Об этих курсах он узнал от Аренского и заинтересовался ими. На решение повлияло и его увлечение японской культурой, и желание переехать в столицу, а также бесплатные пайки для студентов Академии. 27 сентября 1920 года Эйзенштейн приехал в Москву, поселившись в одной комнате с Максимом Штраухом, другом детства и юности. Вскоре забросил изучение языка и устроился художником-декоратором в труппу Первого рабочего театра Пролеткульта. Тогда, как и многие, Эйзенштейн увлёкся идеей разрушения старого искусства и «революционизирования» театра.
В 1921 году Эйзенштейн поступил в Государственные высшие режиссёрские мастерские (ГВЫРМ), которыми руководил Всеволод Мейерхольд, но продолжал работать в Пролеткульте. Молодой декоратор участвовал в постановке Валентина Смышляева «Мексиканец» по новелле Джека Лондона. По воспоминаниям Штрауха, Эйзенштейн «быстро оттеснил» Смышляева и «фактически стал режиссёром». Позже Эйзенштейн работал ещё над несколькими постановками, среди которых свободная интерпретация пьесы Александра Островского «На всякого мудреца довольно простоты». В 1923 году эту классическую комедию он превратил в так называемый «монтаж аттракционов». Это понятие было придумано самим Эйзенштейном и разъяснено в его одноимённой статье, опубликованной в журнале «ЛЕФ». Аттракционом называется всё, что способно предать зрителя сильному «чувственному воздействию»; а «монтаж» в данном случае — это сочленения различных элементов-«аттракционов», выбранных произвольно, но подчинённых развитию темы произведения. В «Мудреце» от оригинала остались лишь имена автора и героев, всё остальное было превращено в монтаж аттракционов: сцена стала цирковым манежем; над головами зрителей был натянут трос, на котором танцевали актёры, и так далее. Среди тех аттракционов был и снятый заранее небольшой киноролик под названием «Дневник Глумова» — первый кинематографический опыт Эйзенштейна.

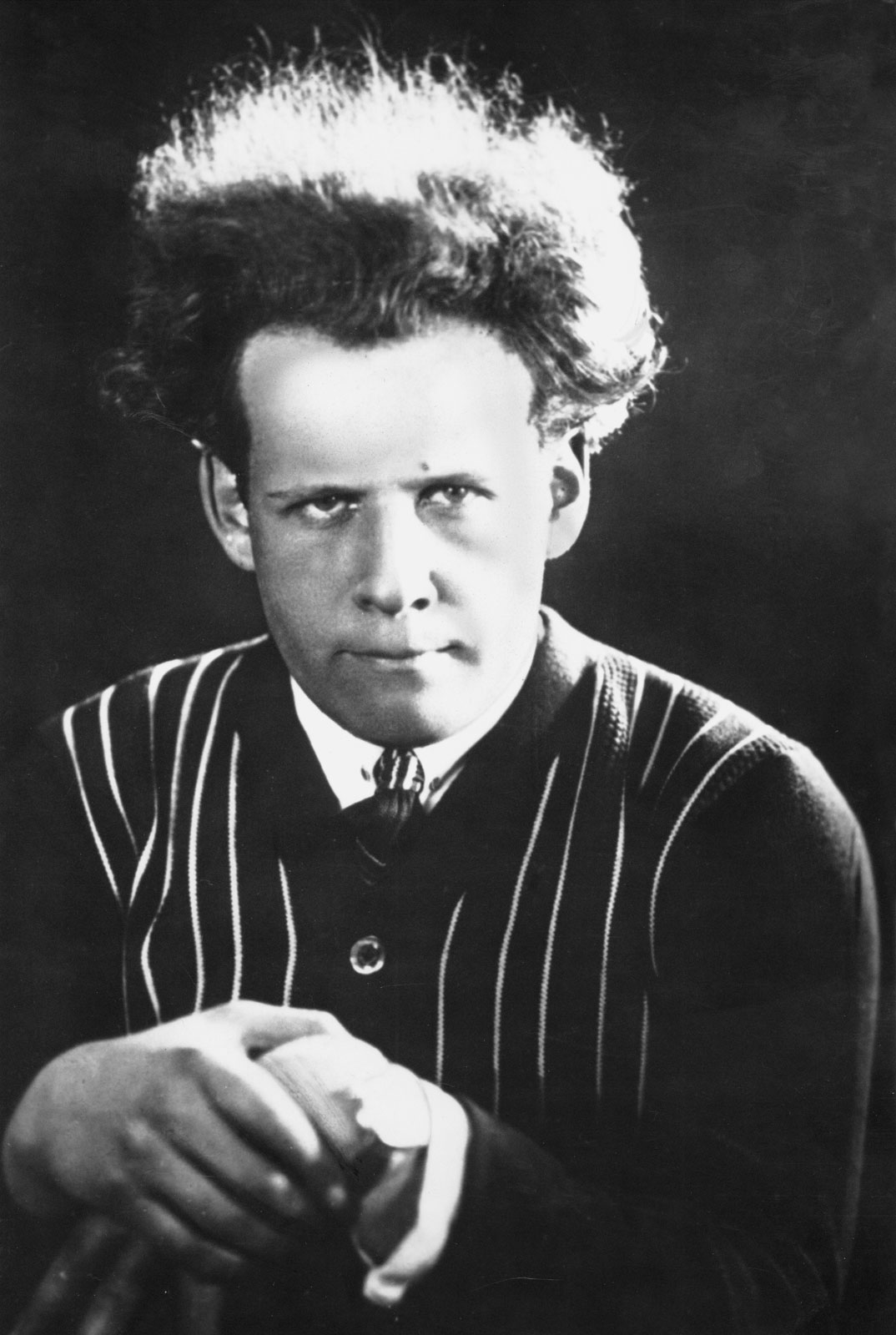
Сергей Эйзенштейн. Начало 1920-х

### Кинофильм «Стачка»
Свой путь в кино Эйзенштейн начал с перемонтажа фильма Фрица Ланга «Доктор Мабузе, игрок». Тогда это была распространённая практика в отношении зарубежных кинокартин. В СССР перемонтированная лента Ланга вышла под названием «Позолоченная гниль». Затем при участии Пролеткульта Эйзенштейн задумал цикл из семи фильмов «От подполья к диктатуре»: 1) «Женева — Россия»; 2) «Подполье»; 3) «1 мая»; 4) «1905 год»; 5) «Стачка»; 6) «Тюрьмы, бунты, побеги»; 7) «Октябрь». Из этой «энциклопедии революционного движения» была реализована только одна часть — «Стачка», вышедшая на экраны 28 апреля 1925 года. В ней начинающий кинорежиссёр решил ряд экспериментальных художественных задач: строил композицию как цепь сильно воздействующих на зрителя «аттракционов», искал кинематографические метафоры, новые монтажные построения, острые и необычные ракурсы. «Стачку» называли революционным и новаторским фильмом, но в то же время критиковали за усложнённость киноязыка.

### Кинофильм «Броненосец „Потёмкин“»
После успеха «Стачки» правительство поручило Эйзенштейну съёмки фильма «1905 год». Сценарий был написан Ниной Агаджановой-Шутко и охватывал основные события революции 1905 года — от русско-японской войны, Кровавого воскресенья 9 января, через бакинские, ивановские стачки, до революционных волнений на Чёрном море и декабрьских боёв в Москве. Но времени на реализацию сценария не хватало. Приехав с группой в Одессу, Эйзенштейн понял, что воссоздав на экране восстание на броненосце «Князь Потёмкин-Таврический», можно передать пафос революции и идею о непобедимости революционных масс. Съёмки велись на месте реальных исторических событий и на старом броненосце «Двенадцать апостолов», служившем в то время складом боеприпасов. Премьера фильма «Броненосец „Потёмкин“» состоялась 21 декабря 1925 года в Большом театре на торжественном заседании, посвящённом юбилею революции. 18 января 1926 года он вышел на экраны страны. Язык фильма поражал новизной. Яркие метафоры, необычная композиция кадра, монтажный ритм — всё это сделало «Броненосец „Потёмкин“» шедевром мирового кино. Успех фильма во всём мире был беспрецедентным; позднее кинокритики признали его «лучшим фильмом всех времён и народов».
В 1926 году Эйзенштейн вошёл в редколлегию ежемесячного журнала «АРК Киножурнал», органа Ассоциации революционной кинематографии.

### Кинофильм «Октябрь»
В 1927 году по поручению правительства Эйзенштейн, его ученик Григорий Александров и оператор Эдуард Тиссэ приступили к работе над юбилейным фильмом, посвящённом десятилетию Октябрьской революции. Как и раньше, Эйзенштейн начинал с широкого охвата событий и, постепенно сужая материал, создал историческую эпопею о революционных событиях февраля — октября 1917 года в Петрограде. С помощью интеллектуального монтажа режиссёр попытался выразить в фильме «Октябрь» такие понятия, как царизм, религия, власть. Он стремился к синтезу художественных образов и научных понятий в языке кино. Однако не все его эксперименты были понятны зрителям. Возникли горячие дискуссии в прессе. Особенно живо обсуждалась первая в истории кино попытка создать образ Ленина актёрскими средствами. Многие (например, Владимир Маяковский) очень резко критиковали рабочего Никандрова, выбранного только за поразительное сходство с вождём революции. Ставилась под вопрос сама возможность «играть на экране Ленина». Однако многие кинематографисты и почти все старые большевики, участники революции, положительно оценили фильм Эйзенштейна. Ради «Октября» была приостановлена работа над «Генеральной линией», монументальным масштабным киноэпосом о преобразованиях в советской деревне. В нём Эйзенштейн также стремился выразить научные политические понятия методом интеллектуального кино, то есть за счёт монтажа, образов и метафор. Под названием «Старое и новое» фильм вышел на экран 7 ноября 1929 года.

### Командировка за рубеж
19 августа 1929 года Эйзенштейн вместе с Григорием Александровым и Эдуардом Тиссэ отправился в зарубежную командировку «для освоения звуковой кинотехники». Участвовал в организованном под патронажем Андре Жида, Луиджи Пиранделло, Стефана Цвейга и Филиппо Томмазо Маринетти Международном конгрессе независимого кино, который проходил 3—7 сентября 1929 года в замке Ла Сарра в Швейцарии. 5 сентября с участием «группы Эйзенштейна» был снят шуточный короткометражный фильм «Буря над Ла Сарра» о борьбе Независимого кино с Коммерческим. В Швейцарии Эйзенштейн также выступил консультантом просветительского фильма об абортах «Горе и радость женщины», снятого Эдуардом Тиссэ в качестве режиссёра. Во Франции был художественным руководителем экспериментального музыкального фильма Григория Александрова «Сентиментальный романс». В Берлине помог начинающему режиссёру Михаилу Дубсону доснять фильм «Ядовитый газ». Поездку на Запад он использовал для пропаганды советской культуры, читая лекции и доклады в Цюрихе, Берлине, Гамбурге, Лондоне, Кембридже, Антверпене, Амстердаме, Брюсселе, Париже.

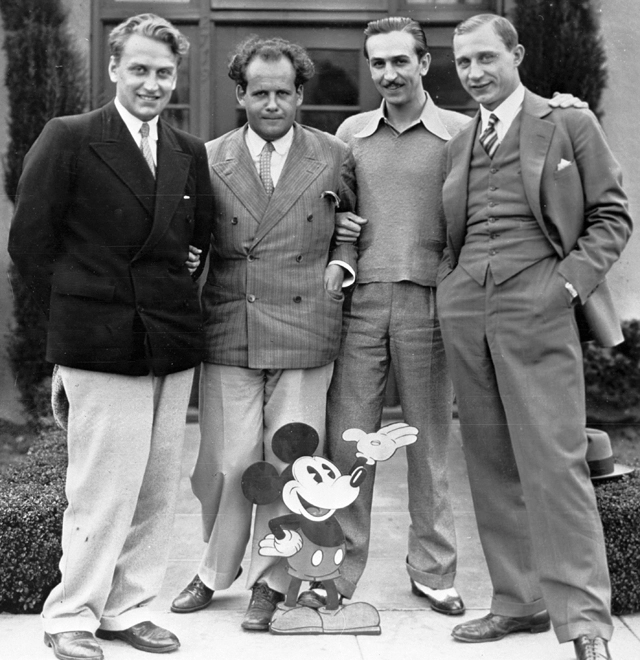
С Г. Александровым, У. Диснеем и Э. Тиссэ в Голливуде. 1930

30 апреля 1930 года Эйзенштейн заключил в Париже контракт с американской кинокомпанией Paramount. В Голливуде написал сценарии «Золото Зуттера», «Чёрное величество», «Американская трагедия». В последнем разработал метод внутреннего монолога, позволяющий воплощать на экране внутренний мир, психологию человека. Эти сценарии Эйзенштейна высоко оценили Теодор Драйзер и Эптон Синклер, Чарльз Чаплин и Уолт Дисней, но Paramount воздержалась от их постановки.
Тогда на деньги, предоставленные Синклером, Эйзенштейн, Александров и Тиссэ поехали в Мексику, где в течение года сняли киноэпопею «Да здравствует Мексика!», посвящённую исторической борьбе мексиканского народа. На завершение фильма не хватило денег. Синклер обратился к руководству СССР с просьбой частично возместить свои затраты. 21 ноября 1931 года Сталин послал Синклеру телеграмму, в которой нелестно отозвался об Эйзенштейне:

Эйзенштейн потерял доверие его товарищей в Советском Союзе. Его считают дезертиром, который порвал со своей страной. Боюсь, люди здесь вскоре потеряют к нему интерес. Очень сожалею, но все эти утверждения являются фактом.
Эйзенштейну и его соратникам пришлось возвращаться в СССР. Надежды о покупке мексиканского материала и завершении работы в Москве не осуществились. Синклер продал материал Paramount. Ремесленники сделали из него несколько фильмов, которые искажали замысел Эйзенштейна.

### Возвращение в СССР
В мае 1932 года Эйзенштейн вернулся в Москву. После трёхлетнего путешествия дома его ждали большие перемены. 4 июня 1932 года Сталин писал из Сочи Кагановичу:

Обратите внимание на Эйзенштейна, старающегося через Горького, Киршона и некоторых комсомольцев пролезть вновь в главные кинооператоры в СССР. Если он благодаря ротозейству культпропа добьётся своей цели, то его победа будет выглядеть как премия всем будущим дезертирам.
Гибель своего мексиканского фильма Эйзенштейн пытался забыть в работе. Он преподавал в киноинституте, возглавил кафедру режиссуры, написал несколько теоретических и публицистических статей и киносценариев, пробовал работать в театре. Но его творческие замыслы не встретили поддержки. Эксцентрическая комедия «М.М.М.» и киноэпопея «Москва» остались нереализованными.
8 января 1935 года на Первом Всесоюзном совещании творческих работников кинематографии Эйзенштейн выступил с большим докладом, в котором попытался определить своё место в новой политической и кинематографической ситуации, пересмотреть свои монтажные теории в соответствии с новыми требованиями кинематографа «драмы и характеров» и обещал скоро включиться в производство.
Постановлением ЦИК СССР от 11 января 1935 года в связи с 15-летием советской кинематографии ряд режиссёров был награждён орденами. Эйзенштейна в списке орденоносцев не оказалось, хотя он был представлен к награждению орденом Трудового Красного Знамени. Сталин предложил присудить ему звание заслуженного деятеля искусств РСФСР.

### Кинофильм «Бежин луг»
Весной 1935 года Эйзенштейн начал работу над фильмом «Бежин луг» по сценарию Александра Ржешевского. История пионера Степка Самохина разворачивалась у Ржешевского в тургеневских местах недалеко от Бежина луга. В основу был положен действительный факт убийства пионера Павлика Морозова, который сообщил в сельский совет о сговоре своего отца с противниками коллективизации. Это убийство, совершённое на Северном Урале 3 сентября 1932 года, было одним из многочисленных свидетельств жестокой классовой борьбы в деревне. Но трагическая судьба Павлика Морозова превратилась в легенду, которая нашла своё отражение и в «эмоциональном сценарии» Ржешевского.
Как всегда, тема и материал стали для Эйзенштейна лишь толчком для полёта мысли, для развития замысла об извечном конфликте отца и сына. Его режиссёрский сценарий существенно отличался от литературной первоосновы.
Осенью 1935 года во время болезни режиссёра материал первого варианта фильма довольно часто демонстрировался кинематографистам и литераторам. 25 ноября 1935 года Главное управление кинофотопромышленности рекомендовало пересмотреть концепцию, обвинив авторов в мистицизме, в библейской форме, в «чертах извечности», «обречённости», «святости». В результате Эйзенштейн был вынужден переписать сценарий, заменить нескольких актёров и вместо сцены разгрома церкви («преображения в клуб»), вызвавшей наибольшую критику, ввести динамическую сцену борьбы с пожаром. Тем не менее 17 марта 1937 года приказом по Главному управлению кинематографии работы по постановке фильма были приостановлены. Эйзенштейну пришлось выступить с публичной самокритикой в печати. Статья, написанная им, называется «Ошибки „Бежина луга“». В наказание за ошибки он был отлучён от преподавательской деятельности. Единственная копия фильма исчезла во время войны. По легенде, плёнку положили в контейнер и зарыли на территории киностудии «Мосфильм». По возвращении из эвакуации найти её не удалось. От «Бежина луга» осталось 8 метров плёнки, два варианта режиссёрского сценария, заметки, рисунки и — самое главное — срезки кадров, которые сделала монтажёр Эсфирь Тобак. На их основе в 1967 году был смонтирован фотофильм.

### Кинофильм «Александр Невский»
Непростой оказалась и судьба фильма «Александр Невский». Его литературный сценарий под названием «Русь» подвергся резкой критике как «издёвка над историей». К апрелю 1938 года Пётр Павленко и Сергей Эйзенштейн дважды переписали сценарий с учётом замечаний историков. 1 декабря 1938 года фильм «Александр Невский» вышел на экраны и пользовался большим успехом у зрителя. Борьба русского народа с иноземными захватчиками в XIII веке изображалась в нём как злободневное предупреждение о германской агрессии. «Патриотизм — наша тема», — писал Эйзенштейн, прямо сравнивая тевтонов-крестоносцев с германскими национал-социалистами. За этот фильм режиссёр был награждён орденом Ленина и получил звание доктора искусствоведения. Однако сразу после подписания пакта Молотова — Риббентропа «Александр Невский» был изъят из проката, так как советское правительство хотело избежать обострения отношений с Германией. Тем не менее в марте 1941 года Эйзенштейн был удостоен за него Сталинской премии I степени. С началом Великой Отечественной войны «Александр Невский» вернулся на экран и сыграл мобилизующую роль в борьбе против немецких захватчиков.

### Опера «Валькирия»
В ноябре 1939 года главный дирижёр Большого театра Самуил Самосуд обратился к Эйзенштейну с предложением осуществить постановку «Валькирии» Вагнера. Эйзенштейну, который ранее никогда не ставил опер, пришлось согласиться. Самосуд объяснил ему, что постановка «Валькирии» имеет «важное государственное и международное значение». Узнав о её подготовке, немцы даже предложили командировать в Москву дирижёра Вильгельма Фуртвенглера.
18 февраля 1940 года в радиопередаче на немецком языке по Московскому радио Эйзенштейн похвалил пакт Молотова — Риббентропа как вклад в «фундаментальное улучшение» политических отношений между Советским Союзом и Германией и как «основу» для упрочения и дальнейшего развития «дружеских отношений» между двумя странами. Во время постановки «Валькирии» он работал над статьёй о германской мифологии и писал, что Вагнер близок ему «по эпичности темы, по романтичности сюжета, по удивительной образности музыки, которая взывает к пластическому и зрительному решению». Эйзенштейн поставил задачу создать «звукозрительский синтез».
В октябре 1940 года он был назначен художественным руководителем киностудии «Мосфильм».
Премьера «Валькирии» состоялась 21 ноября 1940 года и была приурочена к завершившемуся визиту Молотова в Берлин. К тому же Вагнер был любимым композитором Гитлера, что придавало постановке ещё большее политическое значение. Однако режиссёрские идеи и сценические приёмы Эйзенштейна оказались слишком модернистскими и слишком авангардными, чтобы оправдать ожидания заказчиков. Присутствовавшие на премьере немецкие дипломаты были «польщены и обескуражены», румынский посланник заметил, что это «Гибель богов» и «казачий балет» одновременно. Австрийский коммунист Эрнст Фишер увидел в постановке «дерзкую пародию на Вагнера», которая «совершила шаг от возвышенного к смешному» и тем самым как бы подорвала основы советско-германского пакта. «Валькирия» была снята с репертуара Большого театра 27 февраля 1941 года после шести показов.

### Общественная деятельность в годы войны
27 июня 1941 года Эйзенштейн опубликовал в газете «Кино» статью «„Диктатор“. Фильм Чарли Чаплина» — о фильме «Великий диктатор». На следующий день статья была перепечатана с сокращениями «Комсомольской правдой». 3 июля он выступил по радио для США с речью об Отечественной войне советского народа. 8 июля в газете «Кино» была опубликована его статья «Со Сталиным к победе». 11 июля газета Московского военного округа «Красный воин» опубликовала его статью «Фашистские зверства на экране» — о военных выпусках немецкой кинохроники студии УФА. 19 июля в газете «Красный флот» вышла его заметка «Громите, сокрушайте подлых захватчиков». 18 июля он опубликовал в газете «Кино» заметку «Гитлер зажат в клещи».
7 августа в связи с успешной работой киностудии «Мосфильм» в условиях Великой Отечественной войны Эйзенштейну как художественному руководителю студии была объявлена благодарность. Он был включён в состав редколлегии по выпуску «Боевых киносборников». Выступил на «Мосфильме» с докладом на совещании, посвящённом оборонной киноновелле.
24 августа по личному указанию Сталина Эйзенштейн как русский представитель советской интеллигенции выступил на состоявшемся в Москве митинге представителей еврейского народа:

В смертельной схватке сейчас встретился носитель звериной идеологии — фашизм с носителями гуманистического идеала — Советским Союзом и великими его сподвижниками в этой борьбе — с Великобританией и Америкой.
«Дайте мне точку опоры и я переверну землю!» — говорил Архимед.
«Дайте нам точку опоры, — взывают из мрака угнетённые фашизмом народы, — и мы расправимся с нашими поработителями!»
Есть такая точка опоры!
Опора в этой священной борьбе — Советский Союз.

Славяне уже поднялись. И не должно остаться на поверхности земного шара ни одного еврея, который тоже не поклялся бы всеми доступными ему средствами и силами участвовать в этой священной борьбе.
Подписал опубликованное 25 августа 1941 года в газете «Правда» коллективное обращение «Братья евреи всего мира!».
6 октября был освобождён от обязанностей художественного руководителя киностудии «Мосфильм» на время работы над фильмом «Иван Грозный». 8 октября опубликовал в газете «Правда» статью «Кино против фашизма». 14 октября вместе со студией выехал в эвакуацию в Алма-Ату. 16 ноября 1941 года был утверждён членом художественного совета Центральной Объединённой киностудии (ЦОКС) в Алма-Ате.
24 мая 1942 года подписал коллективное обращение «К евреям всего мира!», принятое на состоявшемся в Москве Втором митинге представителей еврейского народа.
26 июля 1944 года Эйзенштейн возвратился из Алма-Аты в Москву. 5 сентября 1944 года вошёл в состав художественного совета при Комитете по делам кинематографии при Совнаркоме СССР.

### Кинофильм «Иван Грозный»
Перед самым началом войны Эйзенштейн приступил к работе над исторической киноэпопеей «Иван Грозный». 5 сентября 1942 года был утверждён режиссёрский сценарий, а 22 апреля 1943 года начались съёмки. В условиях эвакуации, в далёкой Алма-Ате он создал величественную трагедию. Противоречивая фигура Ивана IV с его устремлениями к объединению русских земель, к присоединению Казани, к выходу в Балтику, но и с его чудовищной жестокостью, жутким одиночеством и мучительными сомнениями — была изображена Эйзенштейном и актёром Николаем Черкасовым с редкостной силой. Первая серия фильма имела стержневую идею «За русское царство великое», вторая ставила проблему трагедии власти и одиночества: «Един, но один».
Первая серия «Ивана Грозного» вышла на экраны 16 января 1945 года и получила единодушное признание зрителей и критики как в Советском Союзе, так и за рубежом. В 1946 году Эйзенштейн был удостоен за неё Сталинской премии I степени. На I Локарнском международном кинофестивале фильм был отмечен жюри за лучшую операторскую работу. Было особенно важно, что такое многосложное и совершенное полифоническое кинопроизведение создано в окровавленной, сражающейся стране. Однако вторая серия под названием «Боярский заговор» подверглась критике в постановлении ЦК ВКП(б) о кинофильме «Большая жизнь» от 4 сентября 1946 года:

Режиссёр Сергей Эйзенштейн во второй серии фильма «Иван Грозный» обнаружил невежество в изображении исторических фактов, представив прогрессивное войско опричников Ивана Грозного в виде шайки дегенератов, наподобие Ку-Клус-Клана, а Ивана Грозного, человека с сильной волей и характером, — слабохарактерным и безвольным, чем-то вроде Гамлета.
На экраны вторая серия «Ивана Грозного» была выпущена лишь 1 сентября 1958 года.
Эйзенштейн тяжело переживал судьбу своего фильма. Он до последнего дня работал над его исправлением, как всегда, сочетая творчество с теоретической, публицистической, педагогической и общественной деятельностью.

### Последние годы жизни
2 февраля 1946 года в Доме кино на балу в честь лауреатов Сталинской премии с Эйзенштейном случился инфаркт миокарда. В Кремлёвской больнице и позднее в санатории «Барвиха» он начал писать свои мемуары.
23 ноября 1946 года ему была вручена медаль «За доблестный труд в Великой Отечественной войне 1941—1945 гг.».
19 июня 1947 года Эйзенштейн получил назначение на должность руководителя сектора кино Института истории искусств АН СССР. В этот период он работал над исследованием «Пафос», серией очерков «Люди одного фильма», «Иван Грозный», над исследованием «О стереокино» и вернулся к статье о цвете в кино.
21 января 1948 года накануне 50-летия со дня рождения режиссёра Министерство кинематографии СССР ходатайствовало о награждении его орденом Ленина. В деле сохранилась записка заместителя начальника Управления пропаганды и агитации ЦК ВКП(б) Василия Степанова от 13 февраля 1948 года: «Ввиду скоропостижной смерти т. С. М. Эйзенштейна просьба т. Большакова отпадает».
Сергей Эйзенштейн умер от сердечного приступа в ночь с 10 на 11 февраля 1948 года на 51-м году жизни. Похоронен в Москве на Новодевичьем кладбище (участок № 4).

## Рисунки

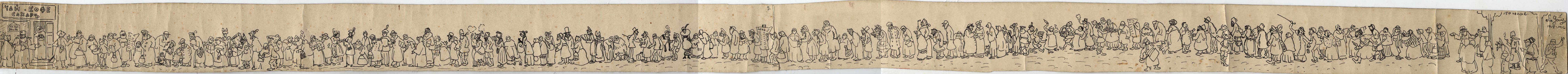
Сергей Эйзенштейн. Очередь, 150 человек. 1916

Сергей Эйзенштейн рисовал с раннего детства и оставил огромный архив рисунков, эскизов, набросков, раскадровок, которые до сих пор представляют собой богатейший материал для исследования. При жизни он не был оценён как художник. Лишь одна небольшая выставка его рисунков была показана в США, и он с удовольствием цитировал в мемуарах хвалебную рецензию на неё в The New York Times, но это была прежде всего выставка всемирно известного кинематографиста. Через 9 лет после смерти Эйзенштейна в Центральном доме работников искусств в Москве состоялась большая персональная выставка его графики. В 1961 году в издательстве «Искусство» вышла первая книга рисунков Эйзенштейна, благодаря которой он стал широко известен и как художник.

## Семья
Жена (с 1934 года) — Перл Моисеевна Фогельман (литературный псевдоним — Пера Аташева; 18 ноября 1900 — 23 сентября 1965), журналистка и кинокритик, хранительница архива С. М. Эйзенштейна и один из составителей посмертного собрания его сочинений в шести томах (1964—1971).

## Фильмография
- 1923 — Дневник Глумова
- 1924 — Стачка
- 1925 — Броненосец «Потёмкин»
- 1927 — Октябрь
- 1929 — Старое и новое (Генеральная линия)
- 1929 — Буря над Ла Сарра / Sturm über La Sarraz / Tempête sur La Sarraz (короткометражный, совместно с Айвором Монтегю и Хансом Рихтером, не сохранился)
- 1929 — Горе и радость женщины / Frauennot — Frauenglück (короткометражный, художественный руководитель)
- 1930 — Сентиментальный романс / Le Romance sentimentale (короткометражный, совместно с Григорием Александровым)
- 1931 — Землетрясение в Оахаке / La destrucción de Oaxaca (короткометражный, документальный)
- 1931—1932 — Да здравствует Мексика! / Que viva Mexico! (не был завершён; в 1979 году доработан Григорием Александровым)
- 1935—1937 — Бежин луг (считается утраченным, восстановлен в качестве фотофильма Н. И. Клейманом и С. И. Юткевичем)
- 1938 — Александр Невский
- 1944 — Иван Грозный (1-я серия)
- 1945 — Иван Грозный (2-я серия, сказ второй — Боярский заговор), в прокате с 1958 года

## Награды, премии, звания
Почётное звание:
- 11 февраля 1935 года — Заслуженный деятель искусств РСФСР[71]

Государственные премии:
- 15 марта 1941 года — Сталинская премия I степени — за фильм «Александр Невский» (1938)[72]
- 26 января 1946 года — Сталинская премия I степени — за 1-ю серию фильма «Иван Грозный» (1944)[73]

Ордена и медали:
- 1925 — Золотая медаль на Всемирной выставке декоративных искусств в Париже — за фильм «Стачка» (1924)[74][75]
- 1 февраля 1939 года — орден Ленина — за фильм «Александр Невский» (1938)[76]
- 13 октября 1940 года — юбилейный значок «20 лет советской кинематографии»
- 23 ноября 1946 года — медаль «За доблестный труд в Великой Отечественной войне 1941—1945 гг.»

## Образ в культуре и искусстве

### В кинематографе

#### В игровом кино
- 1989 — Бумажные глаза Пришвина. В роли Эйзенштейна — Сергей Лаврентьев
- 1989 — Pissoir (Канада). В роли Эйзенштейна — Пол Беттис / Paul Bettis
- 1989 — Дежа вю. В роли Эйзенштейна — Марек Вудковский
- 1991 — И возвращается ветер… В роли Эйзенштейна — Владимир Валов
- 1996 — Возвращение «Броненосца»
- 1996 — Potemkin: The Runner’s Cut (Англия). В роли Эйзенштейна — Чарльз Дэнс / Charles Dance
- 1998 — Histeria!. Серия Russian Revolution. В роли Эйзенштейна — Пол Рагг / Paul Rugg
- 2000 — Eisenstein (Канада-ФРГ). В роли Эйзенштейна — Симон Мак-Берни / Simon McBurney
- 2012 — El efecto K. El montador de Stalin (Испания). В роли Эйзенштейна — Энтони Сенен / Anthony Senen
- 2013 — Курьерский особой важности. В роли Эйзенштейна — Александр Бобров
- 2014 — Escaping Riga (Латвия). В роли Эйзенштейна — Михаилс Карасиковс
- 2015 — Эйзенштейн в Гуанахуато. В роли Эйзенштейна — Эльмер Бек[англ.]
- 2015 — Орлова и Александров. В роли Эйзенштейна — Виталий Хаев
- 2021 — Последняя «Милая Болгария». В роли Эйзенштейна — Александр Блинов

#### В документальном кино
- 1958 — Сергей Эйзенштейн, реж. Василий Катанян[77]
- 1967 — «Бежин луг» Сергея Эйзенштейна, реж. Наум Клейман, Сергей Юткевич
- 1978 — Сергей Эйзенштейн. Предисловие, реж. Ансис Эпнерс
- 1978 — Сергей Эйзенштейн. Постскриптум, реж. Ансис Эпнерс
- 1990 — Сергей Эйзенштейн: Уроки монтажа, реж. Вадим Чубасов по заказу Киевского Государственного института театрального искусства им. И. К. Карпенко-Карого
- 1995 — Сергей Эйзенштейн. Автобиография, реж. Олег Ковалов
- 1997 — Тайна жены и зверя, реж. Борис Бланк
- 1998 — Сергей Эйзенштейн. Мексиканская фантазия, реж. Олег Ковалов
- 1998 — Дом мастера, реж. Марианна Киреева
- 2006 — Сергей Эйзенштейн: мексиканская болезнь, реж. Игорь Романовский
- 2007 — По следу броненосца «Потёмкин» (Германия), реж. Артём Деменок

### В литературе
- 2025 — роман  «Эйзен» Гузель Яхиной, изданный в «Редакции Елены Шубиной»

## Память

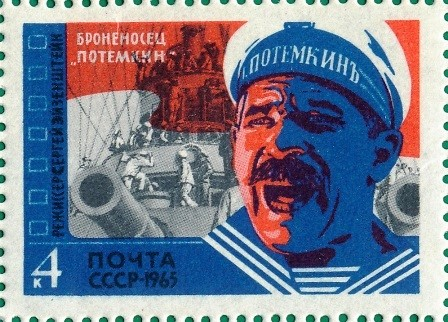
Почтовая марка СССР. Советское киноискусство. Броненосец «Потёмкин». Номер в каталоге ЦФА 3257, 1965

- В сентябре 1965 года в двухкомнатной квартире на Смоленской улице, дом 10, выделенной Моссоветом вдове режиссёра Пере Аташевой, был открыт Научно-мемориальный кабинет С. М. Эйзенштейна. С декабря 2018 года он находится на ВДНХ в бывшем павильоне «Мелиорация и водное хозяйство».
- В 1968 году 4-й Сельскохозяйственный проезд в Москве был переименован в улицу Эйзенштейна.
- 26 апреля 2016 года 2-й Колхозный переулок в Одессе был переименован в переулок Эйзенштейна[78].
- В Риге улица носит имя Сергея Эйзенштейна.
- В 2018 году производное прилагательное от фамилии режиссёра Eisensteinian было включено в Оксфордский словарь английского языка[79].
- В Российском государственном архиве литературы и искусства хранится уникальный фонд Сергея Эйзенштейна. Он состоит из 6081 единицы хранения и охватывает период с 1870 по 1968 год. Часть материалов была передана РГАЛИ в 2017 году Наумом Клейманом.